# Lionel Guyon
Pour les articles homonymes, voir Guyon.
Lionel Guyon, né le 5 juin 1968 à Saint-Florent-des-Bois (Vendée), est un cavalier professionnel français.

## Palmarès
- Jeux Olympiques de Londres 2012 : qualifié avec Nemetis de Lalou[2], il y obtient une 8e place par équipes et une 24e place en individuel.